# Tram-Museum Zürich

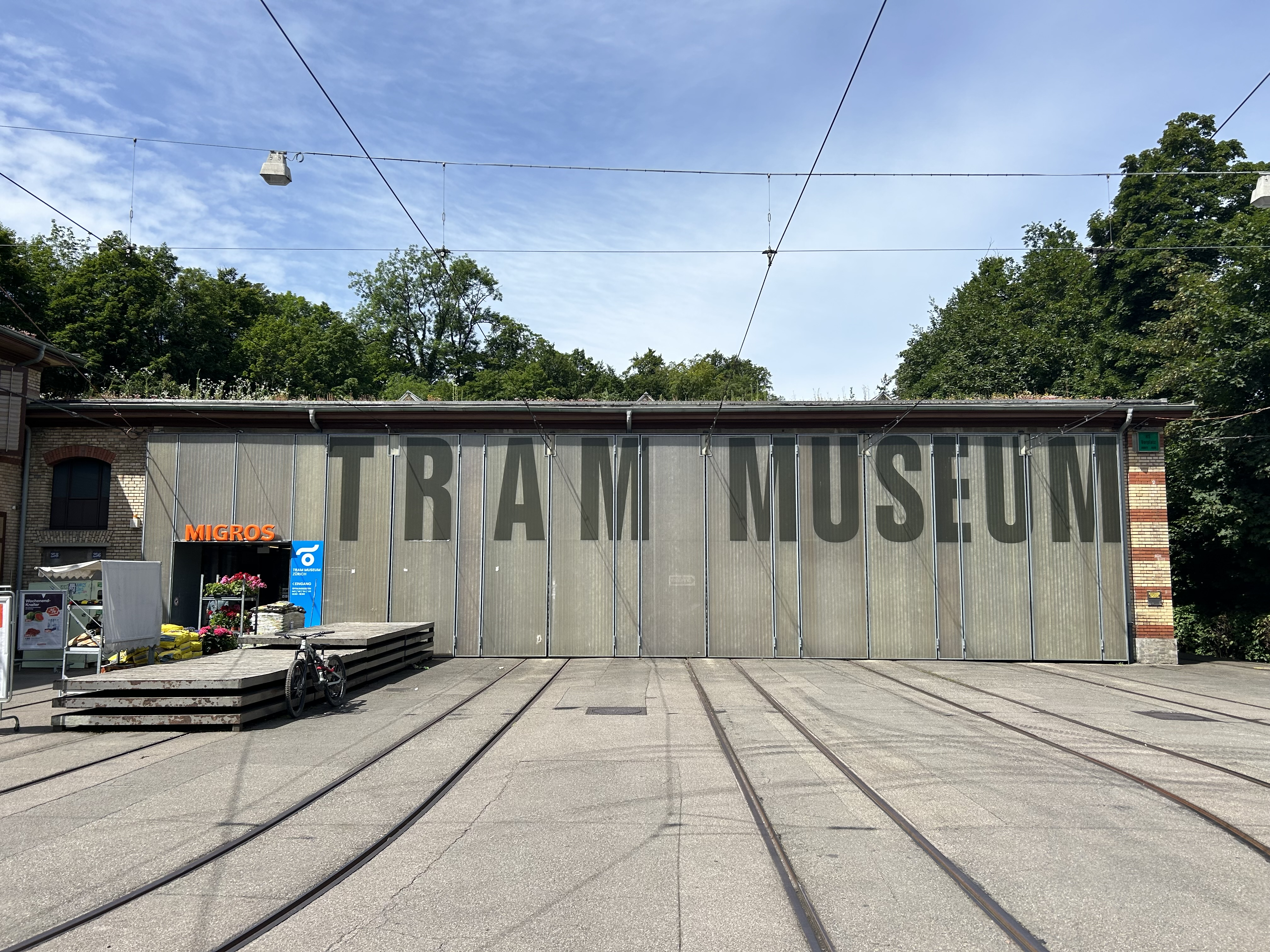
Tram-Museum im Depot Burgwies

Das Tram-Museum Zürich (TMZ) bildet seit 1989 die Geschichte der Strassenbahn Zürich ab. Es wird vom 1967 gegründeten gleichnamigen Verein getragen. Bis zur Eröffnung des Berner Tram-Museums im Jahr 2007 war es das einzige Tram-Museum der Schweiz. Es ist im ehemaligen Depot Burgwies im Zürcher Stadtteil Hirslanden untergebracht.

## Geschichte
Nach diversen provisorischen Bleiben erhielt der Verein die Möglichkeit, das ehemalige Depot Wartau im heutigen Zürcher Stadtteil Höngg dauerhaft zu nutzen. Das dreiständige Kleindepot, 1898 für die damalige Strassenbahn Zürich–Höngg errichtet, wurde für den Betrieb als ehrenamtlich geführtes Trammuseum eingerichtet und 1989 eröffnet.
Im Museum konnten seither einzelne Originalfahrzeuge – das älteste stammt aus dem Jahre 1897 – besichtigt werden, die der Verein seit den 1960er Jahren sammelt und unterhält. Zudem zeigt das Museum die Entwicklung des Zürcher Tram-Netzes auf. Gleichzeitig mit dem Museum eingeführt wurde die sogenannte Museumslinie.
Da das Depot Wartau den Ansprüchen einer fachgerechten historischen Ausstellungsmöglichkeit nicht genügte und etliche Fahrzeuge aus Platzgründen in den regulären Depots der Verkehrsbetriebe Zürich abgestellt werden mussten, wurde ein neues Museum im ehemaligen Depot Burgwies im Stadtteil Hirslanden aufgebaut, das 1894 von der Elektrischen Strassenbahn Zürich erbaut worden war und 1997 stillgelegt wurde. Die Eröffnung des neuen Museums erfolgte am 26. Mai 2007. Im selben Jahr feierte der Verein TMZ sein 40-jähriges Bestehen, während das Zürcher Tram sein 125-jähriges Jubiläum beging.
Mit dem neuen Tram-Museum wurden die Öffnungszeiten stark erweitert und der Betrieb des Museums in eine Stiftung ausgelagert, die für den professionellen Museumsbetrieb verantwortlich ist. Die Leitung übernahm die Historikerin Esther Germann. Als weitere Neuerung verkehrt die Museumslinie mit der Liniennummer 21, die jeweils am letzten Wochenende der Monate Januar bis November samstags und sonntags zwischen der Innenstadt beim Hauptbahnhof und dem Museum verkehrt. Im Dezember finden alternativ Adventsfahrten statt.
Das Depot Wartau wird nach dem Bezug des neuen Museums-Standorts als Werkstätte des Vereins Tram-Museum Zürich weiter verwendet. Diese war bis Ende 2006 im VBZ-Depot Hard untergebracht, wo jeweils die Tramfahrzeuge restauriert wurden.

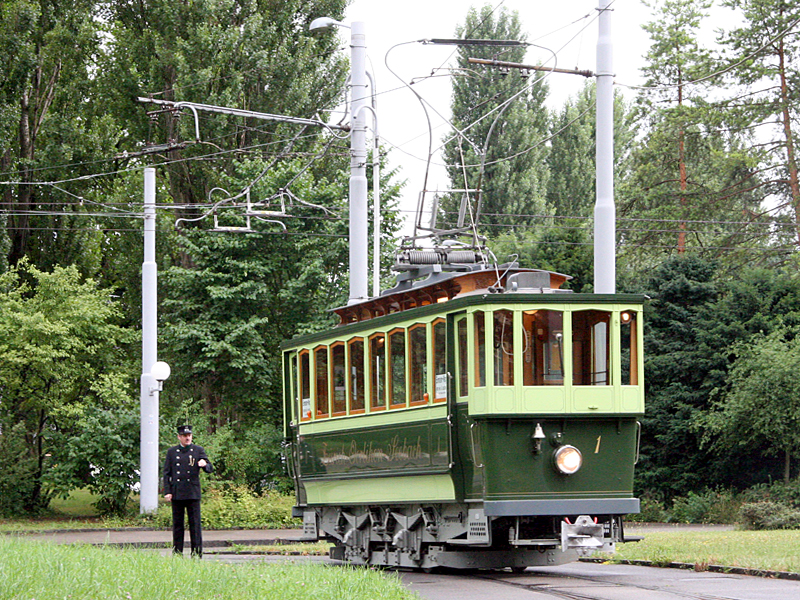
Das älteste Tram im Bestand (Baujahr 1897, ehemals Strassenbahn Zürich–Oerlikon–Seebach) auf einer Extrafahrt
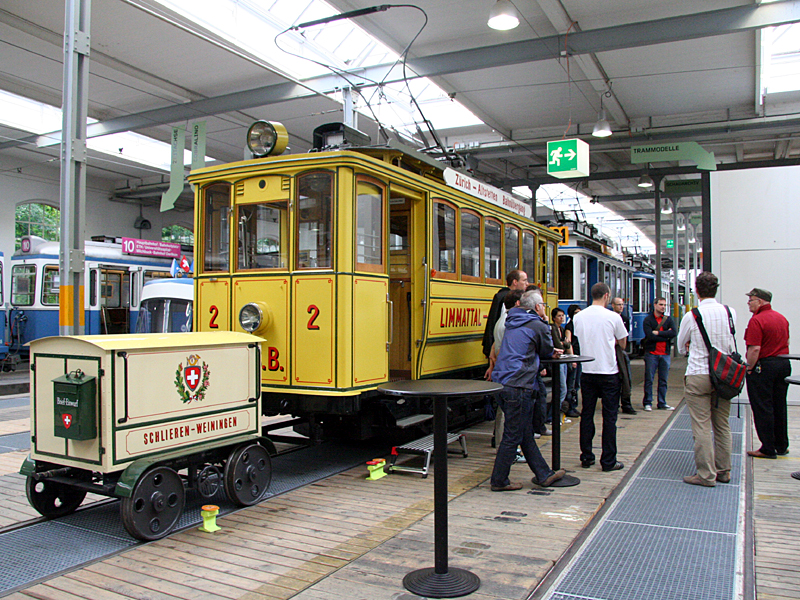
Der Triebwagen Ce 2/2 der Limmattal-Strassenbahn (LSB) aus dem Jahr 1900 mit Postanhänger
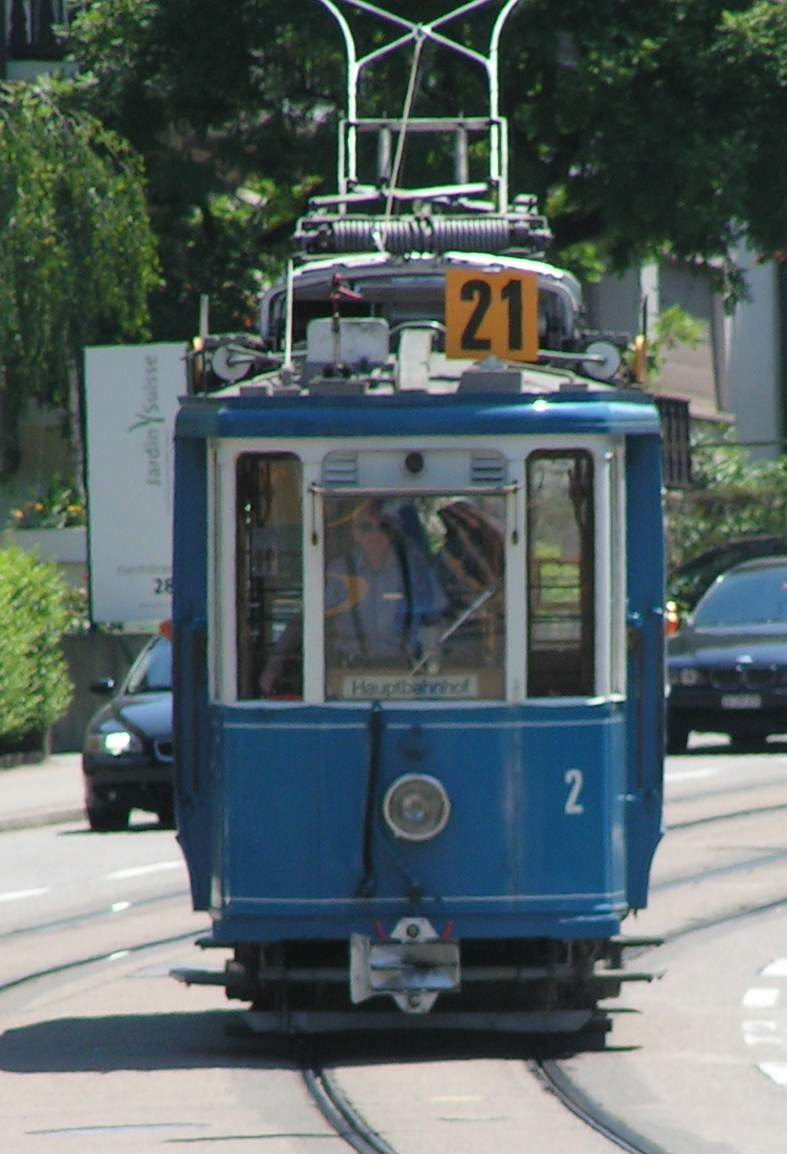
Museumslinie 21
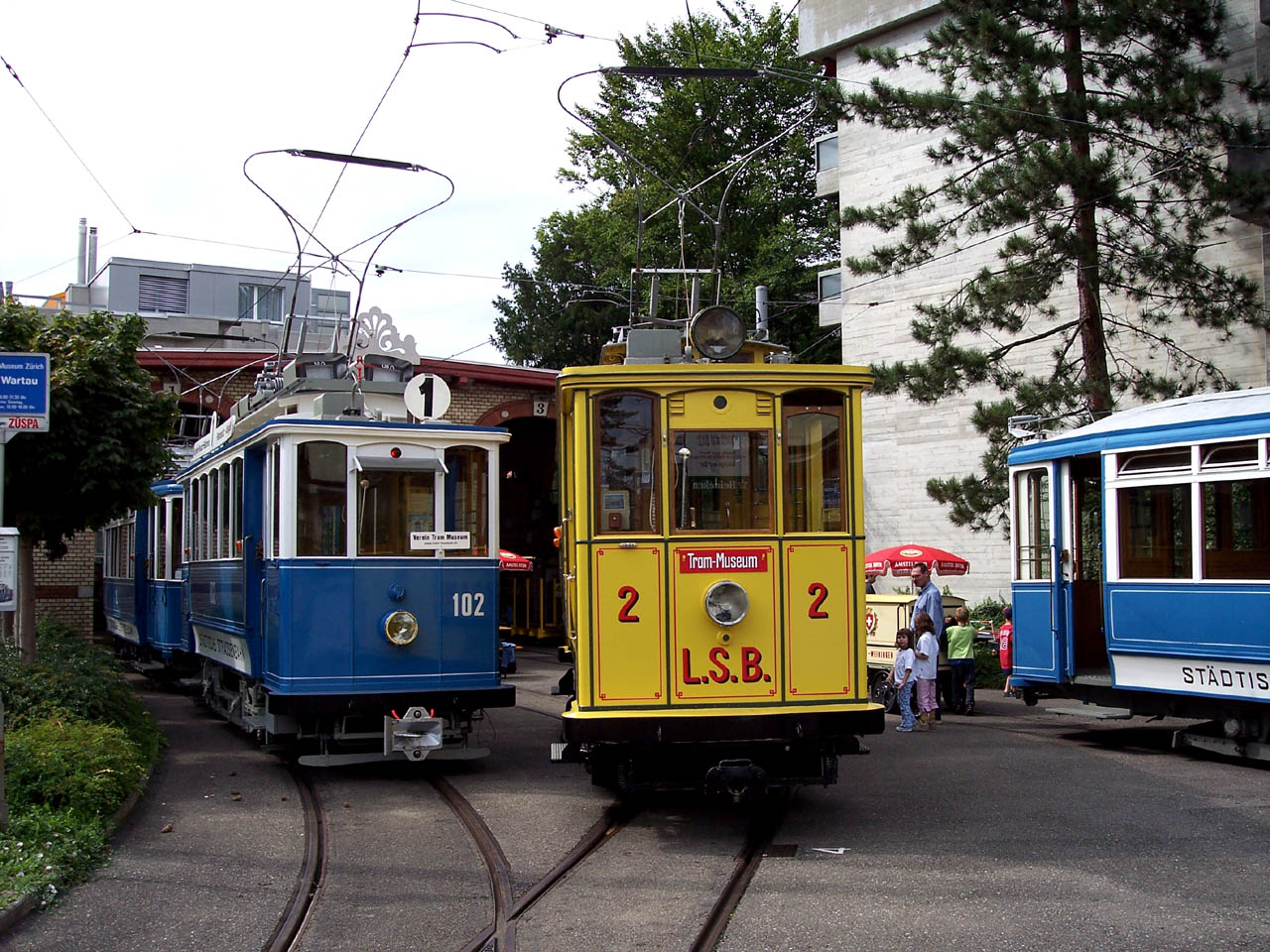
Trams vor dem Depot Wartau

## Rollmaterial

### Übersichtstabelle
| Fahrzeuge       | Fahrzeuge  | Fahrzeuge  | Baujahr    | restauriert | betriebsfähig | Bemerkungen                  |
| Hersteller      | Serie      | Nummern    | Baujahr    | restauriert | betriebsfähig | Bemerkungen                  |
| Motorwagen      | Motorwagen | Motorwagen | Motorwagen | Motorwagen  | Motorwagen    | Motorwagen                   |
| --------------- | ---------- | ---------- | ---------- | ----------- | ------------- | ---------------------------- |
| SIG/MFO/SWS     | ZOS Ce 2/2 | 1          | 1897       | 1986        | ja            | 1                            |
| SWS/MFO         | LSB Ce 2/2 | 2          | 1900       | 2001        | ja            | 2                            |
| SIG/MFO/SWS     | Ce 2/2     | 102        | 1900       | 1972        | Frist         | 4                            |
| SWS/MFO         | AGB Ce 2/2 | 2          | 1907       | —           | nein          | 3                            |
| SWS/MFO         | Ce 2/2     | 176        | 1909       | 1973        | Frist         | «Bertschingerwagen» 5        |
| SWS/SAAS/BBC    | Ce 2/2     | 2          | 1928       | 1969        | Frist         | «Schnellläufer» 6            |
| SWS/MFO         | Ce 4/4     | 321        | 1930       | 1975        | ja            | «Elefant» 7                  |
| SWS/StStZ/SLM   | Ce 2/3     | 32         | 1939       | 1982        | —             | «Geissbock», Leihgabe VHS 8  |
| SWS/MFO         | Ce 4/4     | 1379       | 1947       | —           | nein          | «Kurbeli» 9                  |
| SWS/MFO         | Ce 4/4     | 1392       | 1950       | 1997        | ja            | «Kurbeli» 9                  |
| SWS/BBC         | Ce 4/4     | 1517       | 1946       | —           | nein          | «Pedaler» 10                 |
| SWS/BBC         | Ce 4/4     | 1530       | 1949       | 2006        | Frist         | «Pedaler» 10                 |
| SWS/MFO         | Be 4/4     | 1430       | 1960       | (2006)      | nein          | «Karpfen» 11                 |
| SIG/MFO/SWS     | Be 4/6     | 1674–1675  | 1968       | 2010        | ja            | «Mirage» 12                  |
| Anhängewagen    |            |            |            |             |               |                              |
| SIG             | C2         | 455        | 1912       | 1971        | Frist         | ex SchSt 55                  |
| SWS             | C2         | 626        | 1925       | 1969        | ja            |                              |
| SIG             | B2         | 644        | 1930       | —           | —             | Barwagen                     |
| SIG             | C2         | 687        | 1931       | 1979        | ja            | 24                           |
| SIG             | C4         | 732        | 1949       | 1997        | ja            | 25                           |
| SIG             | B4         | 737        | 1949       | —           | nein          | 25                           |
| SIG             | B4         | 785        | 1960       | (2006)      | nein          | 27                           |
| SIG/FFA         | B4         | 790        | 1962       | —           |               | 28                           |
| Dienstwagen     |            |            |            |             |               |                              |
| SWS/AEG/VBZ     | Xe 2/2     | 1935       | 1913       | 1982        |               | «Besenwagen»                 |
| SWS/MFO/VBZ     | Xe 2/2     | 1905       | 1962       | 1991        | ja            | «Laubfrosch», ex Be 2/2 1224 |
| SWS/MFO/Aebi    | Xe 2/2     | 1952       | 1928       |             | —             | Kranwagen                    |
| SIG/Kiepe/Credé | Xe 2/2     | 1953       | 1963/1979  |             | —             | Kranwagen                    |
|                 | X2         | 1994–1995  |            |             | —             | Turmwagen                    |
| SIG             | B4         | 1971       | 1948/1992  | —           | nein          | Sommeranhänger, ex B4 731    |